# Zog I van Albanië
Ahmet Muhtar Bey Zogu Velika (Burgajet, 8 oktober 1895 - Suresnes (Frankrijk), 9 april 1961) was van januari 1925 tot 1 september 1928 president en daarna tot 2 januari 1946 als Zog I Scanderbeg III koning van Albanië.
Albanië was in 1912 van het Ottomaanse Rijk afgescheiden en tot een zelfstandig vorstendom gemaakt onder de Duitser Wilhelm zu Wied, die het slechts enkele maanden volhield. In de Eerste Wereldoorlog marcheerden diverse buitenlandse strijdkrachten door het land. Zogu, een rijke landeigenaar en leider van een Gheg-clan in het district Mat, werkte samen met Oostenrijk-Hongarije, hoewel Albanië officieel neutraal was.
Zogu bekleedde verschillende ministeriële functies in de nieuwe Albanese overheid die in 1920 werd geïnstalleerd. Later werd hij de leider van een reformistische volkspartij en in 1922 premier van de republikeinse overheid. Het jaar daarop werd hij in het parlement neergeschoten, maar hij overleefde de aanslag. Zijn grootste rivaal was de in de Verenigde Staten opgeleide bisschop Theophan Stylian Noli (Fan S. Noli). Uit wraak voor de aanslag vermoordden de conservatieven de liberale politicus Avni Rustemi. Na een indrukwekkende toespraak van Noli op Rustemi's begrafenis kwamen de liberalen in opstand en dwongen Zogu in maart 1924 naar Joegoslavië te vluchten. Hij werd opgevolgd door zijn schoonvader Shefket Verlaci en de liberale politicus Ilias Vrioni. Noli werd op 17 juli tot premier en regent benoemd.

## Aan de macht
Als Albanezen verklede Joegoslavische troepen en in Joegoslavië gelegerde Wit-Russische huurlingen assisteerden Zogu bij zijn terugkeer naar Albanië. Op 1 februari 1925 werd hij president van de nieuwe Albanese republiek. Zogu regeerde als militair dictator, intimideerde en bedreigde tegenwerkende stamhoofden en speelde verschillende bevolkingsgroepen tegen elkaar uit. Als gevolg hiervan liepen er meerdere vendettas tegen hem en was hij het doelwit van verschillende moordaanslagen. Hoewel hij de macht in het land in handen had durfde hij nauwelijks meer buitenshuis te gaan, zelfs niet met gewapende escorte. De weinige keren dat hij dit toch deed werd hij vergezeld door zijn moeder, omdat het tegen de erecode gold om iemand in het bijzijn van zijn moeder te doden.
Zogu haalde de band met Italië aan in ruil voor leningen. In 1927 sloten de landen een vriendschapsverdrag en een militaire alliantie voor 20 jaar. Italiaanse financiers hadden de Albanese nationale bank gesticht en de economie was in feite in handen van Italianen.

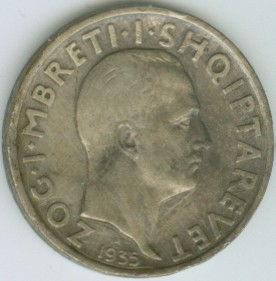
Munt met Zogs portret

Zogu was nu zo zeker van zijn macht dat hij besloot zichzelf tot koning te kronen. Op zaterdag 1 september 1928 legde hij in het parlement te Tirana de eed af op de Koran en de Bijbel. Officieel was Albanië nu een constitutionele monarchie, maar in feite veranderde er niets aan de militaire dictatuur. Zogs koningschap leek op de Italiaanse monarchie, met een sterke politiemacht en een complexe en inefficiënte bureaucratie. Hij bedacht ook een eigen groet - de hand plat op het hart met de palm naar buiten gekeerd - en beweerde de opvolger van de nationale held prins George Kastrioti ("Skanderbeg") te zijn. Hij verzamelde gouden munten en juwelen en stelde de eerste nationale valuta van Albanië in. Zijn hofhouding kostte 2% van het nationale budget, overigens minder dan wat veel andere Europese hoven uitgaven. Koning Zog werd door de andere Europese monarchen hoofdzakelijk genegeerd.
Zog deed zijn best bandietenbendes aan te pakken en zette een onderwijssysteem op. Zijn doel was een onafhankelijke koers te varen tussen Italië en Joegoslavië. Dit lukte echter niet en de Albanese afhankelijkheid van het Italië van Benito Mussolini groeide. Het land was Mussolini's verbinding met de Balkan en hij begon de Albanese financiën en regering te beheersen. Zog verzette zich hier vergeefs tegen. Het ging Albanië steeds slechter; het moest graan invoeren uit het buitenland en veel Albanezen emigreerden.

## Italiaanse bezetting
Op 7 april 1939 vielen Italiaanse troepen Albanië binnen. Zog vluchtte met koningin Geraldine, de kleine Leka en zijn drie zusters, de prinsessen Sania, Majida en Muzayaj, en met tien koffers goud (met een enorme omweg met trein via Polen en een boot) naar Griekenland. Mussolini maakte het land tot protectoraat en op 12 april koos het parlement de Italiaanse koning Victor Emanuel III als nieuwe koning. Een delegatie bood hem op 16 april het koningschap aan en hij aanvaardde dit. Zog ging naar Engeland en vestigde zich na enige omzwervingen ten slotte in Cannes. De monarchistische verzetsbewegingen in Noord-Albanië waren in de Tweede Wereldoorlog weinig succesvol en werden na 1942 volledig overschaduwd door communistische partizanen.
Zog probeerde na de oorlog weer op de troon te komen, maar werd tegengewerkt door de communisten van Enver Hoxha die het land tot Volksrepubliek had uitgeroepen. Hij deed op 2 januari 1946 officieel afstand van de troon, maar bleef er aanspraak op maken. In 1947 beleefde hij nog een kleine persoonlijke triomf toen hij de begrafenis van Victor Emanuel bijwoonde. De strijd had hij weliswaar verloren, maar zijn overwinnaar had hij dan toch overleefd. Hij stierf in Suresnes (Frankrijk) op 9 april 1961 en werd in Frankrijk begraven. Op 17 november 2012 werd Zogu alsnog bijgezet in het familiemausoleum te Tirana. De plechtigheid werd bijgewoond door de presidenten van Albanië en Kosovo.

## Persoonlijk leven en familie
De islamitische Zog, die zich vaak bezighield met het spelen van poker en het roken van zo'n 150 geparfumeerde sigaretten per dag (het Guinness Book of Records claimde zelfs 300 sigaretten per dag), trouwde in april 1938 met de katholieke gravin Geraldine Apponyi de Nagy-Appony, dochter van de Hongaarse graaf Julius Apponyi de Nagy-Appony en de New Yorkse Gladys Stuart. Hun enige zoon, kroonprins Leka, werd geboren op 5 april 1939. Leka - die zichzelf in 1961 te Parijs tot Koning Leka I der Albanezen had uitgeroepen - keerde na de val van het communisme in 1997 terug naar Albanië. In een referendum werd herinvoering van de monarchie afgewezen. Koningin Geraldine keerde in 2002 ook terug naar Albanië en stierf daar een paar maanden later. Leka overleed in 2012 en werd als pretendent opgevolgd door zijn zoon Leka II.

## Kuifje
De stripfiguur koning Muskar XII van Syldavië uit De scepter van Ottokar, het Kuifje-album van Hergé uit 1938, vertoont volgens Hergés biograaf Philippe Goddin gelijkenissen met koning Zog I van Albanië, maar Muskars profiel heeft volgens Goddin ook de trekken van Ronald Colman in de speelfilm The prisoner of Zenda uit 1937, waarin Colman de koningsrol vervult.
- Bibliothèque nationale de France: cb150084435 (data)
- Gemeinsame Normdatei: 128420634
- International Standard Name Identifier: 0000 0000 5114 4304
- Library of Congress Control Number: n84214775
- Nationale Bibliotheek van Israël: 987007341683805171
- Nederlandse Thesaurus van Auteursnamen: 268792178
- LIBRIS: 226167
- Système universitaire de documentation: 079922163
- Virtual International Authority File: 30588234
- WorldCat: E39PBJvXkJwJt4xPmwDqv8BwYP